# Wągródka
Wągródka (niem. Wiecherts) – osada w Polsce, położona w województwie warmińsko-mazurskim, w powiecie bartoszyckim, w gminie Górowo Iławeckie. 
W latach 1975–1998 osada administracyjnie należała do województwa olsztyńskiego.

## Integralne części osady
| SIMC    | Nazwa    | Rodzaj  |
| ------- | -------- | ------- |
| 0474494 | Katławki | kolonia |

## Historia
Wieś w 1414 r. zapisana była pod nazwą Weichmannsgut, później także Wichards, a od 1785 r. Wicherts . Nazwa Wiecherts pojawia się na mapach z 1907 a w 1938 r. zapisana wieś została jako Gut Wiecherts. Przed drugą wojną światową był to folwark, należący do majątku ziemskiego Świadki Iławeckie. W 1978 r. był tu PGR oraz dwa indywidualne gospodarstwa rolne (łączna powierzchnia tych dwóch gospodarstw obejmowała 15 ha). W spisie z 1983 r. łącznie z Wągródką ujmowana była osada Świadki Górowskie. W 1983 r. we wsi było 14 domów z 96 mieszkańcami, istniał tu punkt biblioteczny.
Prawdopodobnie niemiecka nazwa wsi Wiechert ma związek z nazwiskiem Wiecher, z których Emil Wiechert (1861-1928) był znanym w Prusach Wschodnich geofizykiem a Ernst Wiechert (1887-1950) pisarzem (autor m.in. Dzieci Jerominów).